# Fritz Zaun (Dirigent)
Fritz Zaun (* 19. Juni 1893 in Köln; † 17. Januar 1966 in Düsseldorf) war ein deutscher Dirigent und Musikpädagoge und seit der Gründung der Deutschen Oper am Rhein (Düsseldorf / Duisburg) im Jahre 1956 bis zu seinem Tode deren Generalmusikdirektor.

## Leben
Fritz Zaun wuchs in Köln auf und studierte in Köln und Bonn Musik- und Theaterwissenschaft, Philosophie und Literatur. Sein erstes Engagement erhielt er in seiner Heimatstadt: unter dem Generalmusikdirektor Otto Klemperer wurde er Chordirektor am Kölner Opernhaus. Seine weiteren Stationen: Operndirektor in Mönchengladbach, Opernchef am Opernhaus Zürich, bis 1939 Generalmusikdirektor der Kölner Oper und Leiter des Städtischen Orchesters Berlin. In Berlin prägte er gemeinsam mit Wilhelm Furtwängler das dortige Musikleben. Zum 1. April 1933 trat er der NSDAP bei. Zaun stand 1944 in der Gottbegnadeten-Liste des Reichsministeriums für Volksaufklärung und Propaganda.
Das Kriegsende erlebte er in Zagreb, wo er als Opernchef und Chefdirigent der Zagreber Philharmonie tätig war (1945–1956). Danach war er am Wiederaufbau der Grazer Oper beteiligt. Gastspiele führten Zaun durch ganz Europa und nach Südamerika. 1962, 1963, 1965 und 1966 dirigierte er in Salzburg das Mozarteumorchester bei Konzerten der Salzburger Kulturvereinigung. 
Seine Lieblingskomponisten waren Richard Wagner, Richard Strauss, Hans Pfitzner und Wolfgang Amadeus Mozart, deren Werke er immer wieder aufführte, vor allem an der Rheinoper, für deren künstlerisches Niveau er – gemeinsam mit Alberto Erede, Hermann Juch und Grischa Barfuss – in den 1960er Jahren mitverantwortlich war. Sein letztes Dirigat war eine Aufführung des Fliegenden Holländers in Düsseldorf.
Die Familiengrabstätte von Fritz Zaun befindet sich auf dem Melaten-Friedhof in Köln.